# 水沼宏太
水沼 宏太（みずぬま こうた、1990年2月22日 - ）は、神奈川県横浜市青葉区出身のプロサッカー選手。Aリーグ・メン・ニューカッスル・ジェッツFC所属。ポジションはミッドフィールダー、フォワード。元日本代表。
父は元日本代表で日産自動車、横浜マリノスで活躍した水沼貴史。史上初の親子2代日本代表出場かつリーグ優勝達成者。

## 来歴

### プロ入り前
1995年、5歳当時、木村和司の引退試合に父である貴史に連れられ、マリノスのユニフォームを着て三ツ沢球技場のピッチに立った。小学2年時に地元クラブでサッカーを始める。当時はFWで同期の金井貢史と2トップを組んでいた。中学生の頃にインターネットで『水沼の息子』という括りで、たくさんの誹謗中傷が書かれているのを目にして、相当なショックを受けたが『実力で見返してやろう』と思った事を後のインタビューで明らかにしている。金井と共に中学生時から加入した横浜F・マリノスのジュニアユースでは出場機会確保に苦しみ、一時はユース昇格を危ぶまれたが、ユース時にポジションをFWからMFに下げ 台頭。2007年には2種登録選手としてトップチームに帯同し、J1第30節甲府戦にて17歳にしてJリーグデビュー。

### 横浜F・マリノス
2008年よりトップチームに昇格した。2009年のナビスコカップ準決勝川崎戦の第2戦では、交代枠を使い切った状況でGK飯倉大樹が退場処分を受けたため、不本意ながらも代役GKを務めた。同年限りでの退団を考えていたが、監督の交代を受けて 横浜FMに残留。

### 栃木SC
ロンドンオリンピック代表メンバー入りを見据え、2010年7月にJ2の栃木SCに期限付き移籍。右サイドハーフのレギュラーに据えられると、右のクロッサーという役割が明確になったことで成長の切っ掛けを掴み、同年9月の第90回天皇杯2回戦岐阜戦でプロ初得点を挙げた。移籍期間満了により2011年限りで栃木を退団。海外移籍を目指しリーガ1（ルーマニア1部リーグ）のFCウニヴェルシタテア・クルジュにテスト参加したが 合意に至らず断念。

### サガン鳥栖
2012年2月、海外移籍の成否を待ってもらっていた というサガン鳥栖に期限付き移籍。3月24日のJ1第3節、古巣横浜FM戦でJ1初得点を挙げて勝利。FW豊田陽平と好連携を築き、鳥栖躍進の原動力となった。2013年より鳥栖へ完全移籍。2015年はJ1随一の運動量 に加え、リーグ戦の7得点を含む通年での二桁得点を達成。一時はゲームキャプテンを任されるなど 主軸としてチームを牽引した。

### FC東京
鳥栖からは契約延長の打診を受けていたが、U-17代表で指導を受けた城福浩が監督を務めるFC東京からのオファーに応じ、2016年より同クラブへ完全移籍。2016年5月17日、ACL決勝T1回戦で上海上港と対戦して、1stレグでは2得点をあげる活躍で勝利に貢献。だが成績不振により城福監督解任後は後任監督の構想から外れ、J3のFC東京U-23でのプレーが増えた。10月29日、2ndステージ第16節のベガルタ仙台で移籍後初のリーグ戦での得点を決めた。

### セレッソ大阪
2017年1月8日、セレッソ大阪への期限付き移籍が発表された。
同年2月25日に行われた開幕戦となるジュビロ磐田戦に出場。試合中に右ハムストリング筋損傷で全治4週間の診断を受けて 一時離脱するも復帰。
5月28日、第13節のヴィッセル神戸との神阪ダービーで移籍後初得点を決めた。その後清武弘嗣の負傷離脱もあり右サイドハーフに定着し、7月2日、第17節のFC東京戦では古巣と対戦し、2アシストの活躍を見せた。最終的には4得点、チーム2位の9アシストの成績を残した。ルヴァンカップ準決勝第2戦・G大阪との大阪ダービーでは、右サイドからのクロスで木本恭生のヘディング決勝弾をアシストした。天皇杯では、準決勝のヴィッセル神戸戦で先制された直後の後半アディショナルタイムに起死回生の同点ゴールを決めた ほか、決勝の横浜F・マリノス戦では延長前半5分に決勝点を決めて優勝に貢献した。同年12月、福岡のローカルタレントである平田たかこと結婚した。
「プレーでも声でも引っ張れる存在というのは、チームに1人は絶対に必要。僕はその役割を担いたい」と話しており、それを有言実行、クロッサーとしてアシストを量産しただけでなく、周囲を常に盛り立てるムードメーカーとしての役割を務めた。「絶対にあきらめない」という姿勢を体現し、ユン・ジョンファン監督のもと、チームの肝として、不可欠な存在になっていった。　
2018年よりセレッソ大阪に完全移籍し、背番号を7番に変更した。
2019年、 ロティーナ監督のもとで、第2～9節までは控えメンバーとなった。この間、ルヴァンカップで好プレーを続けると、システムを4-4-2に変更して迎えた第10節・松本戦で先発し、勝利に貢献、以降は定位置を掴んだ。ガンバ大阪との大阪ダービーでは、チームの3点目を決めてリーグ戦7年半ぶりの勝利に貢献(これ以来セレッソは対ガンバ戦の成績を大きく好転させた)、藤本康太の引退試合となった第33節・清水戦で、75分に逆転勝ちに繋がる同点ゴールを決めた。

### 10年振りの横浜F・マリノス復帰
2020年シーズン、10年ぶりとなる横浜F・マリノスに復帰を果たした。10月17日、第23節のセレッソ大阪戦で古巣相手にマリノスでの初ゴールを決めた。また第27節の浦和レッズ戦では3アシストを決め、リーグ戦年間、二桁アシストを初めて達成した。12月4日、AFCチャンピオンズリーグ第6節のシドニーFC戦ではこのチームでは初めてのキャプテンマークを巻いた。
2021年8月21日、リーグ第25節のベガルタ仙台戦でJ1リーグ通算300試合出場を達成。28日、第27節の鹿島アントラーズ戦の試合前にセレモニーが行われ、父親である貴史がプレゼンターを務めた。先発出場は1試合(総プレータイムは667分)だったがリーグ2位の9アシストを記録した。2年連続でチーム内アシスト王だった。
複数のクラブからオファーを受ける中、2022シーズンも横浜に残留。クラブの歴史や父への思いを込め、ユニフォームの名前表記をこれまでの「KOTA」から「MIZUNUMA」に変更した。
ケヴィン・マスカット監督の指揮下で主力として活躍。6月には2試合連続ゴールを挙げ、J1リーグの月間MVPに選出された。第31節では前半に先制点を含む2ゴールを決めて、チームは3年振りのリーグ優勝に大きく前進させた。リーグ優勝をかけて行われた、最終節のヴィッセル神戸戦ではチームの全3ゴールに関与して勝利に貢献、自身初のJ1優勝を果たした。また、父・貴史とのJリーグ史上初の親子揃ってのリーグ優勝を達成したこととなった。2022年のリーグ戦においては、自己最多記録と並ぶ7得点、またアシストは7を記録した。また、この活躍が認められて7月に32歳で初の日本代表にも選出された。
2023年のJリーグでは、33試合で1得点7アシストを記録、1月には契約を更新し、2024年もマリノスでプレーすることとなった。
2025年1月10日、海外移籍を前提の上、チームを離脱。

### ニューカッスル・ジェッツFC
2025年1月21日、オーストラリア・Aリーグ・メンのニューカッスル・ジェッツFCに完全移籍。契約期間は2024-25シーズン終了までで1年間の延長オプションが付帯している。海外クラブでのプレーは34歳にして自身初となる。2024-25シーズン後半戦はリーグ12試合に出場し2ゴールを記録。6月12日、ジェッツと2025-26シーズンの契約を結んだことが発表された。

## 代表経歴
2005年、横浜FMユースでは主力に入れない状況ながら、早生まれであったことと、たまたま出来が良かった（本人談）時のプレーが代表スタッフの目に留まり、2007年のU-17ワールドカップを目指す代表メンバーに選出される。
代表での生き残りのために運動量で貢献するプレースタイルを身に付ける中で、城福監督から精神面の強さを認められ2006年のAFC U-17選手権でキャプテンに指名された。大会を通じては韓国代表戦での2得点を含む 4得点を挙げ、日本の同大会12年ぶりの優勝及び3大会ぶりのFIFA U-17ワールドカップ出場権獲得に貢献した。2007年のU-17ワールドカップにもキャプテンとして3試合に出場。
2010年には、U-21日本代表の背番号10としてアジア競技大会の全7試合に出場。準決勝イラン代表戦では東慶悟との連携で同点ゴールを挙げ、続く決勝UAE代表戦では實藤友紀の決勝点をアシスト。金メダルを獲得した。
2012年にはU-23日本代表としてトゥーロン国際大会に出場し、ロンドンオリンピック代表の予備登録にも選出。好調を維持し、オリンピック本大会メンバー入りを目指したが 選外となった。
2022年7月13日、EAFF E-1サッカー選手権2022に臨む26人として国内組（Jリーグ）のみで構成される日本代表に初選出され、初戦の香港戦で先発出場してA代表デビューを果たし、第3戦の韓国戦でも先発起用され、大会の優勝に貢献したが、日本代表のドイツ遠征、2022 FIFAワールドカップのメンバーには選出されなかった。

## 人物
- 2018年1月、2017年12月にタレントの平田たかこと入籍したことを発表[41]。2020年6月、第一子の長女が誕生した[76]。
- 渡り歩いた全てのクラブで自然と明るく振る舞い、集団の雰囲気を明るくする明朗な人柄である[10]。
- 史上初の親子2代天皇杯優勝者でもあり、お互いゴールを決めている[77]。
- セレッソ大阪では、加入初年度から2つのタイトル獲得に貢献した上に、その振る舞いがチームやサポーターに好影響を与えており、退団後もサポーターから愛されている。新監督の尹晶煥とサガン鳥栖時代の共闘経験をもとに、監督が求める献身さと自己犠牲の精神をピッチで体現、厳しさの裏にある指揮官の本当の思いを、仲間たちへ伝えた。そして自身のイズムをチームに浸透させ、淡泊さが目立ったセレッソの選手たちを戦う集団へ変える一助を担った。監督は「この1年間が順調だったのは、水沼がいたからだと言っても過言ではない。サッカーのスタイルも含めてだが、いろいろな面で私にはできない仕事を、見えないところでよくやってくれた」と話した。また当時の社長は「おとなしい選手がウチには多いなかで周囲を鼓舞するし、率先して誰よりも走る。セレッソを大きく変えてくれたと思います」と話した[77]。

## 所属クラブ
- 1997年 - 2001年 あざみ野FC (横浜市立荏田西小学校)[2]
- 2002年 - 2004年 横浜F・マリノスジュニアユース (横浜市立市ヶ尾中学校)[2]
- 2005年 - 2007年 横浜F・マリノスユース (横浜創英高等学校)[2]
- 2008年 - 2012年  横浜F・マリノス
  - 2010年7月 - 2011年  栃木SC (期限付き移籍)
  - 2012年  サガン鳥栖 (期限付き移籍)
- 2013年 - 2015年  サガン鳥栖
- 2016年 - 2017年  FC東京
  - 2017年  セレッソ大阪（期限付き移籍）
- 2018年 - 2019年  セレッソ大阪
- 2020年 - 2024年  横浜F・マリノス
- 2025年 -  ニューカッスル・ジェッツFC

## 個人成績
| 国内大会個人成績 | 国内大会個人成績         | 国内大会個人成績 | 国内大会個人成績 | 国内大会個人成績 | 国内大会個人成績 | 国内大会個人成績 | 国内大会個人成績 | 国内大会個人成績 | 国内大会個人成績 | 国内大会個人成績 | 国内大会個人成績 |
| 年度             | クラブ                   | 背番号           | リーグ           | リーグ戦         | リーグ戦         | リーグ杯         | リーグ杯         | オープン杯       | オープン杯       | 期間通算         | 期間通算         |
| 年度             | クラブ                   | 背番号           | リーグ           | 出場             | 得点             | 出場             | 得点             | 出場             | 得点             | 出場             | 得点             |
| 日本             | 日本                     | 日本             | 日本             | リーグ戦         | リーグ戦         | リーグ杯         | リーグ杯         | 天皇杯           | 天皇杯           | 期間通算         | 期間通算         |
| ---------------- | ------------------------ | ---------------- | ---------------- | ---------------- | ---------------- | ---------------- | ---------------- | ---------------- | ---------------- | ---------------- | ---------------- |
| 2007             | 横浜FM                   | 38               | J1               | 3                | 0                | 0                | 0                | 0                | 0                | 3                | 0                |
| 2008             | 横浜FM                   | 20               | J1               | 10               | 0                | 4                | 0                | 0                | 0                | 14               | 0                |
| 2009             | 横浜FM                   | 20               | J1               | 12               | 0                | 5                | 0                | 1                | 0                | 18               | 0                |
| 2010             | 横浜FM                   | 20               | J1               | 4                | 0                | 2                | 0                | -                | -                | 6                | 0                |
| 2010             | 栃木                     | 38               | J2               | 13               | 2                | -                | -                | 2                | 1                | 15               | 3                |
| 2011             | 栃木                     | 14               | J2               | 37               | 5                | -                | -                | 2                | 0                | 39               | 5                |
| 2012             | 鳥栖                     | 8                | J1               | 33               | 5                | 4                | 2                | 1                | 0                | 38               | 7                |
| 2013             | 鳥栖                     | 8                | J1               | 27               | 4                | 4                | 0                | 4                | 1                | 35               | 5                |
| 2014             | 鳥栖                     | 8                | J1               | 32               | 4                | 3                | 1                | 2                | 0                | 37               | 5                |
| 2015             | 鳥栖                     | 8                | J1               | 32               | 7                | 4                | 1                | 4                | 3                | 40               | 11               |
| 2016             | FC東京                   | 48               | J1               | 17               | 1                | 2                | 0                | 2                | 0                | 19               | 1                |
| 2017             | C大阪                    | 16               | J1               | 24               | 3                | 7                | 2                | 3                | 3                | 34               | 8                |
| 2018             | C大阪                    | 7                | J1               | 27               | 1                | 0                | 0                | 2                | 1                | 29               | 2                |
| 2019             | C大阪                    | 7                | J1               | 31               | 7                | 6                | 2                | 3                | 0                | 40               | 9                |
| 2020             | 横浜FM                   | 18               | J1               | 25               | 3                | 1                | 0                | -                | -                | 26               | 3                |
| 2021             | 横浜FM                   | 18               | J1               | 36               | 3                | 7                | 3                | 0                | 0                | 43               | 6                |
| 2022             | 横浜FM                   | 18               | J1               | 31               | 7                | 2                | 0                | 2                | 0                | 35               | 7                |
| 2023             | 横浜FM                   | 18               | J1               | 33               | 1                | 9                | 2                | 2                | 0                | 44               | 3                |
| 2024             | 横浜FM                   | 18               | J1               | 18               | 2                | 3                | 1                | 5                | 1                | 26               | 4                |
| オーストラリア   | オーストラリア           | オーストラリア   | オーストラリア   | リーグ戦         | リーグ戦         | リーグ杯         | リーグ杯         | FFA杯            | FFA杯            | 期間通算         | 期間通算         |
| 2024-25          | ニューカッスル・ジェッツ | 18               | Aリーグ          | 12               | 2                | -                | -                | -                | -                | 12               | 2                |
| 通算             | 日本                     | 日本             | J1               | 395              | 48               | 63               | 14               | 31               | 9                | 489              | 71               |
| 通算             | 日本                     | 日本             | J2               | 50               | 7                | -                | -                | 4                | 1                | 54               | 8                |
| 通算             | オーストラリア           | オーストラリア   | Aリーグ          | 12               | 2                | -                | -                | -                | -                | 12               | 2                |
| 総通算           | 総通算                   | 総通算           | 総通算           | 457              | 57               | 63               | 14               | 35               | 10               | 555              | 81               |

- 2007年はユース所属

その他の公式戦
- 2018年
  - FUJI XEROX SUPER CUP 1試合0得点
- 2020年
  - FUJI XEROX SUPER CUP 1試合0得点
- 2023年
  - FUJI XEROX SUPER CUP 1試合0得点

| 2016   | F東23  | 48     | J3     | 9 | 3 | 9 | 3 |
| 通算   | 日本   | 日本   | J3     | 9 | 3 | 9 | 3 |
| 総通算 | 総通算 | 総通算 | 総通算 | 9 | 3 | 9 | 3 |

| 国際大会個人成績 | 国際大会個人成績 | 国際大会個人成績 | 国際大会個人成績 | 国際大会個人成績 |
| 年度             | クラブ           | 背番号           | 出場             | 得点             |
| AFC              | AFC              | AFC              | ACL              | ACL              |
| ---------------- | ---------------- | ---------------- | ---------------- | ---------------- |
| 2016             | FC東京           | 48               | 8                | 2                |
| 2018             | C大阪            | 7                | 3                | 1                |
| 2020             | 横浜FM           | 18               | 6                | 0                |
| 2023-24          | 横浜FM           | 18               | 9                | 2                |
| 2024-25          | 横浜FM           | 18               | 5                | 1                |
| 通算             | AFC              | AFC              | 31               | 6                |

その他の国際公式戦
- 2016年
  - AFCチャンピオンズリーグ2016・プレーオフ 1試合1得点

出場歴
- 2007年10月27日：Jリーグ初出場 - J1 第30節 vsヴァンフォーレ甲府（山梨県小瀬スポーツ公園陸上競技場）
- 2010年9月5日：プロ初ゴール - 天皇杯2回戦 vsFC岐阜（長良川球技メドウ）
- 2010年11月28日：J2初ゴール - J2第37節 vsFC岐阜（長良川球技メドウ）
- 2012年3月24日：J1初ゴール - J1第3節 vs横浜F・マリノス（ベストアメニティスタジアム）
- 2014年5月6日：J1通算100試合出場 - J1第12節 vs柏レイソル（ベストアメニティスタジアム）
- 2018年4月7日：J1通算200試合出場 - J1第7節 vsサガン鳥栖（ヤンマースタジアム長居）
- 2021年8月21日：J1通算300試合出場 - J1第25節 vsベガルタ仙台（ニッパツ三ツ沢球技場）

## 代表歴

### 出場大会
- U-17日本代表
  - 2005年 AFC U-17選手権2006 予選 (2試合出場2得点)[1]
  - 2006年 AFC U-17選手権2006 (優勝、6試合出場4得点)[1]
  - 2007年 2007 FIFA U-17ワールドカップ (グループリーグ敗退、3試合出場0得点)[1]
- U-20日本代表
  - 2007年 AFC U-19選手権2008 予選 (4試合出場1得点)[1]
  - 2008年 AFC U-19選手権2008 (ベスト8、1試合出場0得点)[1]
- U-23日本代表
  - 2010年 アジア大会 (優勝、7試合出場2得点)[1]
  - 2012年 ロンドンオリンピックアジア最終予選 (0試合出場0得点)
  - 2012年 トゥーロン国際大会 (グループリーグ敗退、2試合出場0得点)
  - 2012年 ロンドンオリンピック (予備登録)[71]
- 日本代表
  - 2022年 EAFF E-1サッカー選手権2022 (優勝、2試合出場0得点)

### 試合数
- 国際Aマッチ 2試合 0得点（2022年）

| 日本代表 | 国際Aマッチ | 国際Aマッチ |
| 年       | 出場        | 得点        |
| -------- | ----------- | ----------- |
| 2022     | 2           | 0           |
| 通算     | 2           | 0           |

### 出場
| No. | 開催日        | 開催都市 | スタジアム                       | 対戦国 | 結果 | 監督   | 大会                       |
| --- | ------------- | -------- | -------------------------------- | ------ | ---- | ------ | -------------------------- |
| 1.  | 2022年7月19日 | 鹿嶋     | 茨城県立カシマサッカースタジアム | 香港   | ○6-0 | 森保一 | EAFF E-1サッカー選手権2022 |
| 2.  | 2022年7月27日 | 豊田     | 豊田スタジアム                   | 韓国   | ○3-0 | 森保一 | EAFF E-1サッカー選手権2022 |

## タイトル

### クラブ
セレッソ大阪
- Jリーグカップ：2017年
- 天皇杯：2017年
- FUJI XEROX SUPER CUP：2018年

横浜F・マリノス
- J1リーグ：2022年
- FUJIFILM SUPER CUP ：2023年

### 代表
- EAFF E-1サッカー選手権: 2022

### 個人
- Jリーグ優秀選手賞 : 2022年
- Jリーグベストイレブン : 2022年
- JPFAアワード（J1）・ベストイレブン：2022年
- J1リーグ・月間MVP：1回（2022年6月）

## 書籍

### 関連書籍
- 寺野典子『15歳の選択 僕らはこうしてＪリーガーになった』河出書房新社、2008年。
- 川本梅花『俺にはサッカーがある 不屈のフットボーラー16人』出版芸術社、2012年。
- 小宮良之『グロリアス・デイズ 終わりなきサッカー人生』集英社、2013年。
- いとうやまね『プロフットボーラーの家族の肖像』カンゼン、2013年。